# Fairton
Fairton – jednostka osadnicza w Stanach Zjednoczonych, w stanie New Jersey, w hrabstwie Cumberland.